# Rehbach (Leipzig)

Rehbach auf einer Karte von 1906

Das Dorf Rehbach ist ein Stadtteil von Leipzig in Sachsen. Er gehört zum Ortsteil Hartmannsdorf-Knautnaundorf im Stadtbezirk Südwest.

## Geographische Lage
Rehbach liegt im äußersten Südwesten des Leipziger Stadtgebiets etwa einen Kilometer westlich von Leipzig-Knauthain. Im Norden grenzt die Rehbacher Flur an das Stadtgebiet von Markranstädt, südlich führt die A 38 am Ort vorbei.

## Geschichte
Rehbach ist ein kleines Angerdorf, das im Zuge der deutschen Ostsiedlung entstand. Bis heute hat der Ort seinen dörflichen Charakter bewahrt und rings um den Anger finden sich eine Anzahl größerer Bauernhöfe mit Bausubstanz aus dem 18. und 19. Jahrhundert. Rehbach gilt als eines der Dörfer mit der am besten erhaltenen historischen Angerstruktur.
Die Dorfkirche, eine Chorturmkirche, wurde im 14. Jahrhundert erbaut. Das Erscheinungsbild der Kirche wurde in der Barockzeit stark verändert und wird von einem hohen achteckigen Turmaufsatz mit geschweifter Haube und aufgesetzter Laterne bestimmt. Die Erhöhung des Turms sowie auch die Vergrößerung der Kirchenfenster und eine Verlängerung des Kirchenschiffes nach Westen wurden im Jahr 1705 abgeschlossen. In der zweiten Hälfte des 19. Jahrhunderts wurden auf gusseisernen Säulen gelagerte Emporen eingebaut. In den letzten Jahren wurde sie umfassend renoviert. Die Rehbacher Kirche gehörte seit 1540 als Filialkirche zum evangelischen Kirchspiel Knauthain. Seit 2001 Teil der Kirchgemeinde Knauthain.
Rehbach gehörte bis 1815 zum hochstift-merseburgischen Amt Lützen, das seit 1561 unter kursächsischer Hoheit stand und zwischen 1656/57 und 1738 zum Sekundogenitur-Fürstentum Sachsen-Merseburg gehörte. Durch die Beschlüsse des Wiener Kongresses kam der Westteil des Amts Lützen im Jahr 1815 zu Preußen. Das mit dem Ostteil des Amts Lützen beim Königreich Sachsen verbliebene Rehbach wurde 1815 dem Kreisamt Leipzig zugeordnet. Es kam 1856 zum Gerichtsamt Markranstädt und 1875 zur Amtshauptmannschaft Leipzig. Seit 1830 besteht die Freiwillige Feuerwehr Rehbach. 1974 wurde deren neues Feuerwehrhaus errichtet.
Am 1. Oktober 1973 kam Rehbach durch Eingemeindung zu Knautnaundorf, zusammen mit diesem am 1. März 1994 zur damaligen Gemeinde Kulkwitz, und am 1. Januar 1999 wurde das Dorf schließlich wie Knautnaundorf ein Teil der Stadt Leipzig. Rehbach wurde gemäß der administrativen Gliederung Leipzigs dem Ortsteil Hartmannsdorf-Knauntnaundorf im Stadtbezirk Südwest zugeteilt.
1999 begann bei Rehbach die Gewinnung von Sand und Kies in einem 60 ha großen Tagebau. So kommen z. B. die beim Bau des City-Tunnels im Transportbeton verwendeten Kiese aus Rehbach. Große Teile des Autobahndammes der Bundesautobahn 38 wurden ebenfalls mit Material aus Rehbach gebaut.